# Max Takuira Matthew Mariu
Max Takuira Matthew Mariu SM CNZM (* 12. August 1952 in Taumarunui; † 12. Dezember 2005 in Hamilton) war ein neuseeländischer Ordensgeistlicher und römisch-katholischer Weihbischof in Hamilton in Neuseeland.

## Leben
Max Takuira Matthew Mariu besuchte die Schule in Waihi Village und das Hato Paora College in Feilding. Danach trat Mariu der Ordensgemeinschaft der Maristenpatres bei und legte 1976 die Profess ab. Nach dem Studium der Philosophie und der Katholischen Theologie am Priesterseminar der Maristen in Green Meadows empfing er am 30. April 1977 durch den Weihbischof in Auckland, Edward Russell Gaines, das Sakrament der Priesterweihe.
Nach der Priesterweihe war Max Takuira Matthew Mariu als Seelsorger in Napier, Whangārei und Pakipaki tätig. Zudem lehrte er von 1980 bis 1982 am Hato Paora College in Feilding.
Am 30. Januar 1988 ernannte ihn Papst Johannes Paul II. zum Titularbischof von Decoriana und zum Weihbischof in Hamilton in Neuseeland. Der Bischof von Hamilton und Militärbischof von Neuseeland, Edward Russell Gaines, spendete ihm am 19. März desselben Jahres die Bischofsweihe; Mitkonsekratoren waren der Erzbischof von Wellington, Thomas Stafford Kardinal Williams, und der Bischof von Tonga, Patelisio Punou-Ki-Hihifo Finau SM.
Max Takuira Matthew Mariu war der erste Māori, der zum römisch-katholischen Bischof geweiht wurde. 2002 wurde er Companion des New Zealand Order of Merit.